# Departements der Kontinentalarmee
Die gesamte Kontinentalarmee des Amerikanischen Unabhängigkeitskrieges war für Kommando- und Verwaltungszwecke in sechs Departements organisiert. Jedes Departement hatte einen halb-autonomen kommandierenden General. Der Kontinentalkongress handelte durch und mit den Departementskommandeuren.
Während des Krieges behielt der Kongress die Autorität, diese Kommandeure zu ernennen oder abzusetzen. In der Praxis, wenn ein dringender Bedarf auftrat, wurde ein Kommandeur häufig von George Washington (dem Oberkommandierenden der Kontinentalarmee) oder einen Bundesstaatspräsidenten ernannt, was jedoch noch durch den Kongress bestätigt werden musste. Viele dieser Ernennungen wurden durch den Kongress bestätigt. Diese Praxis, zusammen mit den Armee- und Marinekomitees des Kongresses, setzten den Maßstab für die spätere zivile Kontrolle militärischer Angelegenheiten, wie sie in der Verfassung der Vereinigten Staaten festgelegt wurde.
Die Departementskommandeure und ihre Stäbe arbeiteten direkt mit den Regierungen der Bundesstaaten zusammen, die in ihrem Departement lagen. Zuerst waren das alles nur provisorische oder Ad-hoc-Regierungen, aber diese Vorgehensweise wurde beibehalten, als sich in diesen Staaten offiziellere oder besser strukturierte Regierungen bildeten. Üblicherweise waren die Kommandeure Generalmajore, wodurch George Washington während des Krieges der ranghöchste General blieb.

## Die Departements
Es gab sechs Departements, obwohl sie nicht alle während des gesamten Krieges aktiv waren:
Das Östliche Departement wurde in den Staaten gebildet, die ursprünglich Truppen zur Unterstützung der Belagerung von Boston gesandt hatten. Es bestand in dem Sinne also schon vor der Kontinentalarmee. Es war vor allem das Departement Neuenglands, schloss jedoch auch die Staaten Massachusetts, New Hampshire, Connecticut und Rhode Island ein.
Das Nördliche Departement waren die Teile von New York nördlich von New York City. Zuerst hieß es „New York Departement“, aber nach der Bildung des Hochland-Departements am 12. November 1776 wurde es nur noch als Nördliches Departement bezeichnet. Dieses Departement blieb als einziges nach dem Krieg bestehen, um die Grenzaußenposten gegen die Indianer zu verteidigen.
Das Hochland-Departement war das territorial kleinste und wurde zur Verteidigung des Hudson River nördlich New Yorks gebildet. Nachdem die Briten New York City eingenommen hatten, waren die Verteidigungsstellungen nördlich der Stadt von kritischer Wichtigkeit. Die Anwesenheit britischer Marinestreitkräfte in New York steigerten die Bedeutung des Hudson River und beide Kriegsparteien erkannten den Wert der Kontrolle dieses Wasserwegs. Die Amerikaner errichteten Befestigungen, einschließlich West Points mit seiner Kette quer durch den Fluss. Die Briten versuchten 1777 durch den Saratoga-Feldzug die Kontrolle zu erobern.
Das Mittlere Departement umfasste die Staaten New Jersey, Pennsylvania, Delaware und Maryland. Es wurde gewöhnlich einfach als Hauptarmee bezeichnet, weil George Washington während des ganzen Krieges sein Kommandeur war.
Das Südliche Departement schloss Virginia, North Carolina, South Carolina und Georgia und die westlichen Grenzländer südlich Virginias ein. Dieses Departement war das unabhängigste wegen seiner geografischen Lage und der Notwendigkeit von Operationen, die das ganze Jahr andauerten, während die meisten der nördlichen Departements Angriffsoperationen während des Winters und des Frühjahrs einstellten. Das Südliche Departement war auch das einzige, dessen Kommandostruktur zweimal zerschlagen wurde. Das erste Mal bei der Kapitulation von Charleston am 12. Mai 1780 und das zweite Mal bei der Schlacht von Camden am 16. August 1780.
Das Westliche Departement umfasst die Grenzterritorien westlich und nordwestlich von Virginia und Pennsylvania. Es erstreckte sich von Pittsburgh bis in die Gegend von Illinois und nach Norden bis an die südliche Halbinsel von Michigan.
Das Kanadische Departement reflektierte mehr die Ambitionen des Kongresses und mancher Amerikaner, als dass es tatsächliche Operationen gegeben hätte. Das Gebiet stand nie unter der Kontrolle der Kontinentalarmee. Nachdem die Invasion von Kanada fehlgeschlagen war, wurden alle Truppen im Juli 1776 abgezogen und das Kanadische Departement hörte auf zu existieren.

## Liste der Departementskommandeure
| Departement | Kommandeur          | Ernennungsdatum                      |
| ----------- | ------------------- | ------------------------------------ |
| Hauptarmee  | George Washington   | 16. Juni 1775                        |
| Östliches   | George Washington   | 16. Juni 1775                        |
| Östliches   | Artemas Ward        | 4. April 1776                        |
| Östliches   | William Heath       | 20. März 1777                        |
| Östliches   | Horatio Gates       | 7. November 1778                     |
| Nördliches  | Philip Schuyler     | 25. Juni 1775                        |
| Nördliches  | Horatio Gates       | 19. August 1777                      |
| Nördliches  | John Stark          | 17. April 1778                       |
| Nördliches  | Edward Hand         | 19. Oktober 1778                     |
| Nördliches  | James Clinton       | 20. November 1778                    |
| Nördliches  | John Stark          | 25. Juni 1781 (2. Mal)               |
| Nördliches  | William Alexander   | 15. Oktober 1781                     |
| Nördliches  | John Stark          | 21. November 1781 (3. Mal)           |
| Nördliches  | William Alexander   | 29. August 1782 (2. Mal)             |
| Südliches   | Charles Lee         | 1. März 1776                         |
| Südliches   | Robert Howe         | 9. September 1776                    |
| Südliches   | Benjamin Lincoln    | 25. September 1778                   |
| Südliches   | Horatio Gates       | 13. Juni 1780                        |
| Südliches   | Nathanael Greene    | 31. Oktober 1780                     |
| Westliches  | Edward Hand         | 10. April 1777                       |
| Westliches  | Lachlan McIntosh    | 26. Mai 1778                         |
| Westliches  | Daniel Brodhead     | 5. März 1779                         |
| Westliches  | William Irvine      | 24. September 1781                   |
| Hochland    | William Heath       | 12. November 1776                    |
| Hochland    | Alexander McDougall | 21. Dezember 1776                    |
| Hochland    | Israel Putnam       | 12. Mai 1777                         |
| Hochland    | Alexander McDougall | 16. März 1778 (2. Mal)               |
| Hochland    | Horatio Gates       | 24. November 1778 (3. Mal)           |
| Hochland    | Alexander McDougall | 20. Mai 1778                         |
| Hochland    | William Heath       | 27. November 1779 (2. Mal)           |
| Hochland    | Robert Howe         | 21. Februar 1780 (stellvertretend)   |
| Hochland    | Alexander McDougall | 21. Juni 1780 (4. Mal)               |
| Hochland    | Benedict Arnold     | 3. August 1780                       |
| Hochland    | George Washington   | 25. September 1780 (stellvertretend) |
| Hochland    | Alexander McDougall | 28. September 1780 (5. Mal)          |
| Hochland    | Nathanael Greene    | 5. Oktober 1780                      |
| Hochland    | William Heath       | 17. Oktober 1780 (3. Mal)            |
| Hochland    | John Paterson       | 11. Mai 1781 (stellvertretend)       |
| Hochland    | Alexander McDougall | 24. Juni 1781 (6. Mal)               |
| Hochland    | William Heath       | 18. Januar 1782 (4. Mal)             |
| Hochland    | Henry Knox          | 24. August 1782                      |
| Kanadisches | Richard Montgomery  | 9. Dezember 1775                     |
| Kanadisches | David Wooster       | 31. Dezember 1775 (stellvertretend)  |
| Kanadisches | Charles Lee         | 17. Februar 1776 (abgelehnt)         |
| Kanadisches | John Thomas         | 6. März 1776                         |
| Kanadisches | John Sullivan       | 1. Juni 1776                         |
| Kanadisches | Horatio Gates       | 17. Juni 1776 (nicht angetreten)     |